# Antoni Hong Ik-man
Antoni Hong Ik–man (ur. ? w Yanggeun, zm. 29 stycznia 1802 w Seulu) – koreański męczennik, błogosławiony Kościoła katolickiego

## Życiorys
Urodził się w Yanggeun. Data jego narodzenia nie jest znana. Urodził się jako nieślubne dziecko w szlacheckiej rodzinie. Przeprowadził się do Songhyeon, dzielnicy Seulu. O katolicyzmie usłyszał po raz pierwszy 1785 roku. Został ochrzczony. W 1801 roku został aresztowany za swoją wiarę. Skazano go na śmierć poprzez ścięcie. Wyrok wykonano 29 stycznia 1802 roku w Seulu. 7 lutego 2014 papież Franciszek podpisał dekret o jego męczeństwie. Tenże sam papież beatyfikował go w dniu 16 sierpnia 2014 roku w grupie 124 męczenników koreańskich, w czasie swojej podróży do Korei Południowej.